# Емет (Канзас)
Емет (енгл. Emmett) град је у америчкој савезној држави Канзас.

## Демографија
По попису из 2010. године број становника је 191, што је 86 (-31,0%) становника мање него 2000. године.
| Група             | 2000.       | 2010.       |
| Белци             | 256 (92,4%) | 157 (82,2%) |
| Афроамериканци    | 0 (0,0%)    | 3 (1,6%)    |
| Азијати           | 0 (0,0%)    | 0 (0,0%)    |
| Хиспаноамериканци | 4 (1,4%)    | 20 (10,5%)  |
| Укупно            | 277         | 191         |